# Richard Voß

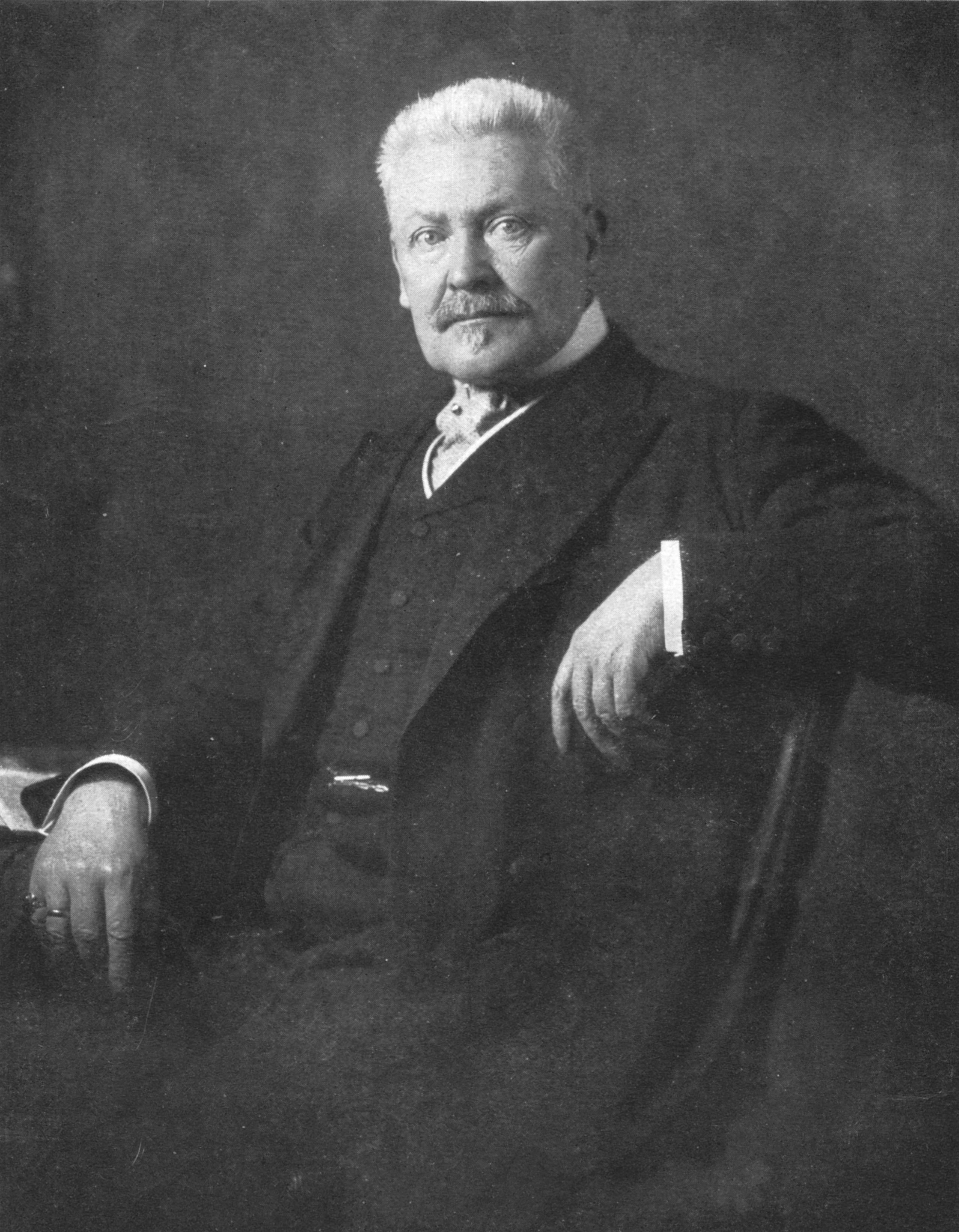
Richard Voß, ca. 1908

Richard Voß (andere Schreibweise: Richard Voss; * 2. September 1851 in Neugrape, Kreis Pyritz; † 10. Juni 1918 in Berchtesgaden) war ein deutscher Schriftsteller.

## Leben

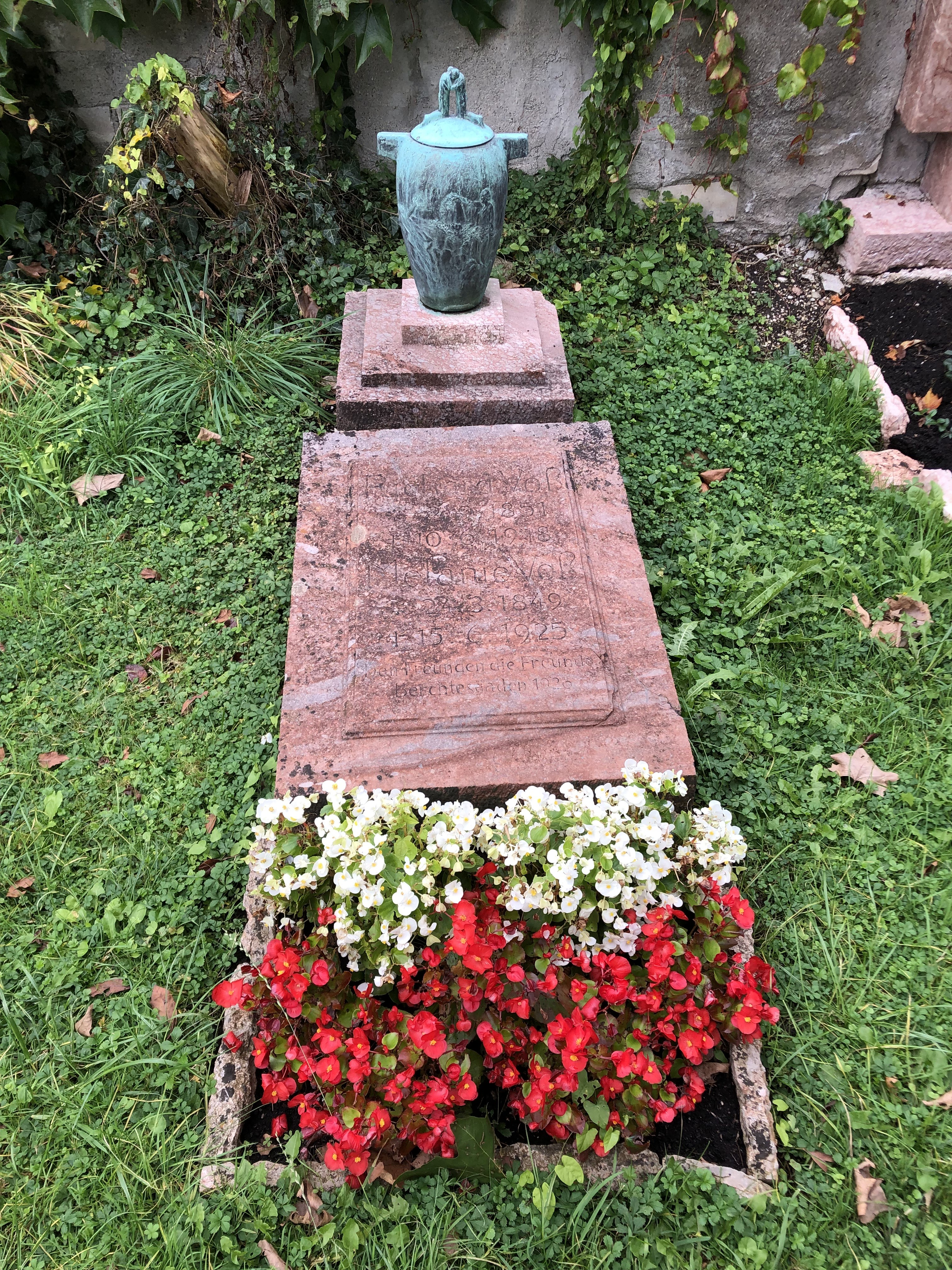
Grab von Richard Voß

Richard Voß unternahm in jungen Jahren zahlreiche Reisen, insbesondere nach Italien. Als Johanniter nahm er 1870 am Deutsch-Französischen Krieg teil und wurde verwundet. Anschließend studierte er in Jena und München. Ab 1874 lebte er abwechselnd in Königssee bei Berchtesgaden und in Frascati bei Rom. In seinem Haus „Bergfrieden“ in Königssee waren zahlreiche Künstler und Adelige zu Gast, ebenso in der Villa Falconieri in Frascati, die später an Wilhelm II. ging. 1884 wurde er zum Bibliothekar der Wartburg ernannt.
1878 heiratete er Melanie von Glenck. Damit verbarg Voss „ein beispielloses Doppelleben, zu dem er als Homosexueller gezwungen war und das sich in seinem Schaffen niederschlug.“ Seine homosexuellen Beziehungen – z. B. mit Ernst von Wildenbruch, Prinz Georg von Preußen (1826–1902), Kurt Martens und seinem „Blutsbruder“ Richard Kandt – machten seinen Umgang in höchsten Kreisen um Kaiser Wilhelm II. derart problematisch, dass er für den Aufenthalt in der Villa Falconieri als zu unwürdig erklärt wurde. Den Grund des Bruchs der leidenschaftlichen Beziehung mit Kandt sah der Antisemit und deutsch-national gesinnte Voß in Kandts jüdischer Herkunft.
Bereits als 10-Jähriger hatte er während seiner Kuraufenthalte in Sankt Zeno bei Bad Reichenhall Mauritia Mayer kennengelernt und war mit ihr trotz des Altersunterschiedes von 18 Jahren bis zu ihrem Tod freundschaftlich eng verbunden. In seinem Bestseller-Roman Zwei Menschen (die Erstausgabe erschien 1911 und erreichte 97 Auflagen in über 1 Million Exemplaren) setzte er ihr in der Hauptfigur Judith Platter ein idealisiertes literarisches Denkmal.
Mit Königin Elisabeth von Rumänien stand er im engen Briefkontakt.
1916 schlug Voß vor, einen überdimensionalen bayerischen Löwen als Kriegerdenkmal in die Falkensteinerwand am Königssee zu schlagen. Um das Projekt zu verhindern, wurde der Vorläufer des heutigen Nationalparks Berchtesgaden geschaffen.
Laut A. Helm war Voß „Morphinist“.
Voß starb am 10. Juni 1918 in Berchtesgaden und wurde dort auch beerdigt. Das von Stephan Sinding geschaffene Urnengrab des Ehepaars Voß ist an der nördlichen, Richtung Bahnhofstraße führenden Mauer auf dem Alten Friedhof neben der Franziskanerkirche.

Porträt Richard Voß, Radierung in Die Gartenlaube, Sammelband 1896
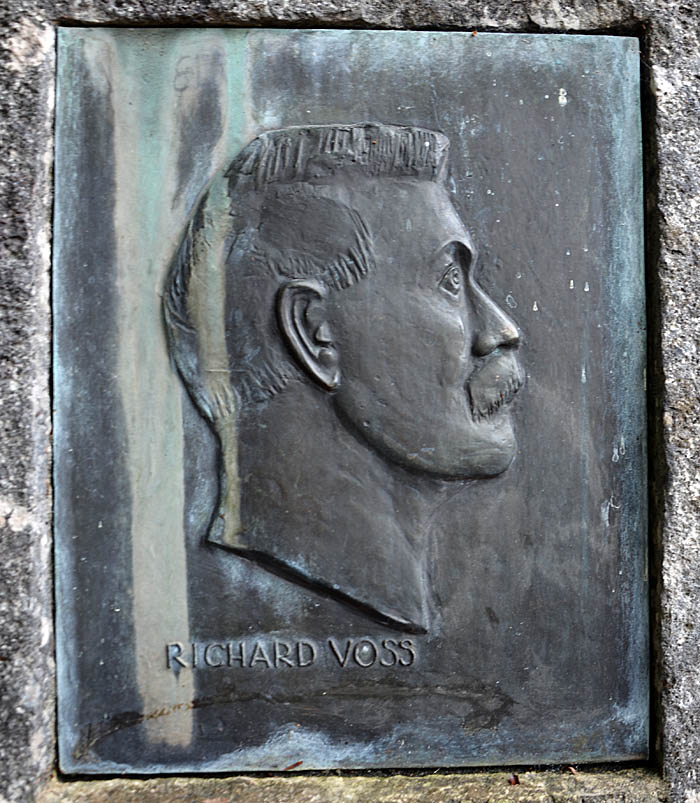
Von Hans Richter nachgebildetes Bronzerelief auf dem Soleleitungsweg in Berchtesgaden (1958)

## Werke (Auswahl)
- Savonarola, 1876
- Magda, 1879
- Die Patricierin, 1880
- Bergasyl. Ein Berchtesgadener Erzählung, 1882
- San Sebastian. Collection Spemann – Deutsche Hand- und Hausbibliothek 48, Stuttgart 1883
- Der Mohr des Zaren. Schauspiel in 5 Aufzügen. Nach einem Fragment von Puschkin, 1883
- Römische Dorfgeschichten, 1884
- Die neuen Römer, 1885
- Der Sohn der Volskerin, 1885
- Unehrlich Volk, 1885
- Treu dem Herrn. Schauspiel in 4 Aufzügen, 1886?
- Kinder des Südens. Römische Geschichten, 1888
- Die Sabinerin, 1888
- Alexandra. Drama in 4 Aufzügen, 1888
- Eva. Schauspiel in fünf Akten, 1888 (1889?)
- Wehe dem Besiegten, 1889
- Dahiel, der Konvertit, 1889
- Der Mönch von Berchtesgaden. Erzählung, 1891
- Schuldig, 1892
- Die blonde Kathrein. Ein Märchenspiel nach Andersen in drei Teilen um 1895. Die zur Handlung gehörige Musik ist von Georg Pittrich.
- Villa Falconieri. Die Geschichte einer Leidenschaft, 1896
- Dramen von Richard Voss. Die Patrizierin. Luigia San Felice. Der Mohr des Zahren, 1897
- Unter den Borgia. Eine Erzählung aus dem römischen Mittelalter, 1897;
- Der neue Gott, 1898[10]
- Die Rächerin, 1899
- Südliches Blut. Römische Novellen, 1900
- Allerlei Erlebtes, 1902
- Die Leute von Valdars, 1902
- Wenn Götter lieben. Erzählung aus der Zeit des Tiberius, 1907
- Richards Junge (Der Schönheitssucher), 1908
- Alpentragödie. Roman aus dem Engadin, 1909
- Das verlorene Volk, 1909
- Schönheit. Roman, 1910
- Erdenschönheit. Ein Reisebuch, 1911
- Zwei Menschen. Roman in drei Teilen, 1911
- Kundry. Die Geschichte einer Leidenschaft, 1913
- Das Mädchen von Anzio. Der Roman einer deutschen Romreisenden, 1913
- Kentaurenliebe. Zus. mit Die Toteninsel. Zwei antike Novellen, 1913
- Amata. Zus. mit Liebesopfer. Zwei antike Novellen, 1913
- Die Insel der schönen Menschen und andere Geschichten, 1914
- Mit Weinlaub im Haar. Roman, 1915
- Grosse Welt. Ein römischer Sittenroman, 1917
- Das Haus der Grimani. Roman, 1917
- Eine Frau vom Lande. Roman, 1917
- Die Erlösung, 1918
- Narzissenzauber. Eine römische Novelle. Mit e. Einl. von J. R. Haarhaus, 1919
- Aus einem phantastischen Leben. Erinnerungen, 1920
- Du mein Italien. Aus meinem römischen Leben, (vor 1920)
- Aus meinem Reisebuch. Skizzen und Stimmungen, (vor 1920)
- Der Polyp und andere römische Geschichten, (vor 1920)
- Die Sybille von Tivoli. Eine Geschichte aus dem Sabinergebirge, (vor 1920)
- Ein Königsdrama. Roman aus einem deutschen Herrscherhause, (vor 1921)

### Verfilmungen
- Eva, deutsches Stummfilmdrama mit Henny Porten in der Hauptrolle, Regie: Curt A. Stark, 1913.
- Schuldig, deutsches Stummfilmdrama mit Eduard von Winterstein, Martha Angerstein und Harry Liedtke in den Hauptrollen, Regie: Hans Oberländer, 1913.
- Alexandra, deutscher Stummfilm von Curt A. Stark mit seiner Ehefrau Henny Porten in der Hauptrolle, 1914.
- Alpentragödie, deutscher Stummfilm aus dem Jahr 1927, inszeniert von Robert Land.
- Villa Falconieri, Regie: Richard Oswald, 1928.
- Sein Bestseller-Roman Zwei Menschen wurde mehrfach verfilmt, u. a.:
  - Zwei Menschen, Stummfilm, 1924–26.
  - Zwei Menschen, mit Gustav Fröhlich, 1930.
  - Zwei Menschen, mit Edith Mill, Helmuth Schneider und Alice Verden, 1952.

## Auszeichnungen
- 1914: Ehrenbürgerwürde der damals eigenständigen Gemeinde Königssee.[11][12]

### Postume Ehrungen
- In Schönau am Königssee wurde eine Straße nach Richard Voß benannt, die von der Königsseer Straße abzweigend, kurz vor dem großen Parkplatz am Königssee, zum Ortsteil Schwöb führt.[13][14]
- Im Berchtesgadener Ortsteil Mitterbach wurde zu Ehren seiner Romanfigur in Zwei Menschen eine Stichstraße zur Vorderbrandtstraße in Judith-Platter-Weg benannt.[15]
- In Obersalzberg, heute ebenfalls zu Berchtesgaden gehörig, war die Pension Moritz ebenfalls zu Ehren seiner Romanfigur Judith Platter zwischen 1920 und 1945 in Pension- bzw. Volkshotel Platterhof umbenannt worden.
- Ein bereits 1902 von Josef Kopf in Rom gefertigtes Bronzerelief mit einem Seitenprofil des Dichters war nach dessen Tod in eine Felswand am Anfang des Soleleitungswegs in Berchtesgaden eingelassen,[16] allerdings nach dem Zweiten Weltkrieg herausgebrochen und gestohlen worden.[17] 1958 wurde es von Hans Richter (1931–2014)[18] nachgebildet und an gleicher Stelle wieder angebracht.[17]